# جوئی زیمرمان
جوئی زیمرمان (انگلیسی: Joey Zimmerman؛ زادهٔ ۱۰ ژوئن ۱۹۸۶) یک هنرپیشه اهل ایالات متحده آمریکا است.
از فیلم‌های معروف او می‌توان به بازی در فیلم اوضاع خیلی بد اشاره کرد.